# Les Aventures de Jackie Chan : La Légende de la main noire
Les Aventures de Jackie Chan : La Légende de la main noire (Jackie Chan Adventures: Legend of the Dark Hand) est un jeu vidéo de type beat them all développé par Torus Games et édité par Activision, sorti en 2001 sur Game Boy Advance. Il est adapté de la série télévisée d'animation Jackie Chan.

## Accueil
- IGN : 7/10[1]
- Jeuxvideo.com : 15/20[2]